# Symphony (Imagine Dragons)
Symphony is een nummer van de Amerikaanse band Imagine Dragons uit 2022. Het is de vierde single van hun zesde studioalbum Mercury – Acts 1 & 2.
"Symphony" gaat over het vinden van troost en troost in muziek en de mensen van wie we houden. De tekst herinnert luisteraars eraan de mensen om hen heen te koesteren voordat het te laat is. Het nummer flopte in Amerika, maar werd wel een kleine hit in Frankrijk. In Nederland had het nummer met een 21e positie in de Tipparade echter ook niet veel succes.

## Tracklijst
- Muziekdownload

1. "Symphony" - 2:55